# Стешенко, Александр Александрович
Стешенко, Александр Александрович (бел. Сцяшенка Аляксандр Аляксандравіч род. 30 октября 1986 года в Минске) – белорусский дзюдоист, мастер спорта международного класса. Чемпион Европы U23 по дзюдо 2008 г. Обладатель 5-го дана по дзюдо.

## Биография
Начал заниматься дзюдо в возрасте 6 лет у Скомаровского Сергея Викторовича. В 2004 году было присвоено звание мастера спорта Республики Беларусь, в 2008 году – мастера спорта международного класса. 
В 2005 году завоевал бронзовую медаль на чемпионате мире по дзюдо среди военнослужащих, а также стал третьим на чемпионате Европы U20. 2007 год принес Александру еще две бронзовые награды: командного чемпионата Европы и чемпионата Европы U23. 
В 2008 году он снова выступил на чемпионате Европы U23 в Загребе, но уже в весовой категории до 81 кг, и на этот раз стал победителем турнира. 
В 2010 году завоевал серебряную медаль чемпионата Европы в Вене, уступив в финале россиянину Сиражудину Магомедову 
В 2012 году стал победителем Кубка мира по дзюдо в Минске, а в следующем году - бронзовым призером чемпионата мира среди военнослужащих. Также в 2013 году  принял участие в проходившем в Минске чемпионате мира по  казахской борьбе и занял третье место.
2014 год принес дзюдоисту бронзу Grand Slam в Абу-Даби. 
Последней завоеванной медалью стал бронза Кубка Африки в 2016 году.
Завершил спортивную карьеру в 2016 году. После этого основал частный клуб дзюдо «Тигр».  В 2023 году был выбран председателем Минского городского отделения общественного объединения «Белорусская федерация дзюдо». Является членом президиума ОО «Белорусская федерация дзюдо». 
Увлекается футболом. Защитник клуба «Уручье» любительской лиги Беларуси по футболу 8х8. 
Женат на белорусской самбистке Юлии Стешенко. 

## Спортивные достижения
| Соревнования                         | Золото | Серебро | Бронза |
| ------------------------------------ | ------ | ------- | ------ |
| Чемпионат мира среди военнослужащих  | 0      | 0       | 2      |
| Кубки мира / Гран-При / Большой шлем | 2      | 4       | 2      |
| Первенство Европы (U23)              | 1      | 0       | 1      |
| Чемпионат Европы                     | 0      | 1       | 0      |
| Чемпионаты Беларуси                  | 3      | 0       | 2      |